# Seta
La seta è una fibra proteica di origine animale con la quale si possono fabbricare tessuti pregiati. Viene generata da alcuni insetti dell'ordine dei lepidotteri, di solito appartenenti alla specie Bombyx mori. A volte vengono utilizzate anche determinate specie della famiglia Saturniidae. Si ricava dal bozzolo prodotto da bachi da seta; il bozzolo può presentarsi in 5 diversi colori.

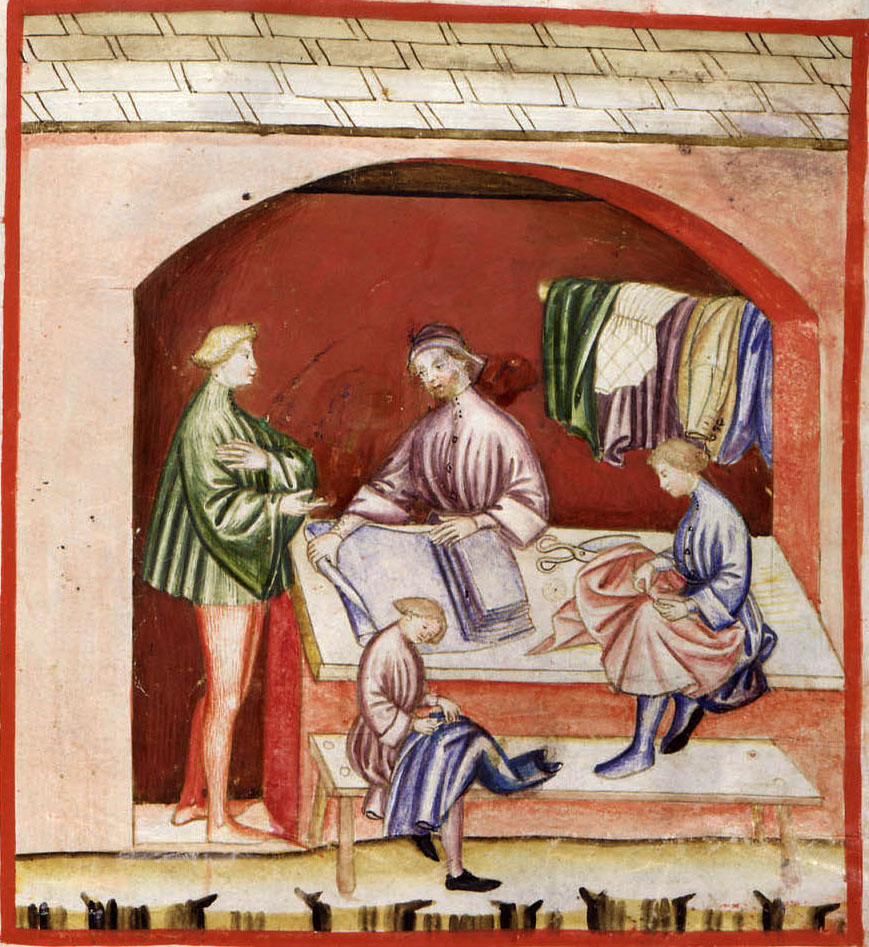
Abbigliamento in seta, Tacuinum sanitatis casanatensis (XIV secolo)

## Storia

### Origini

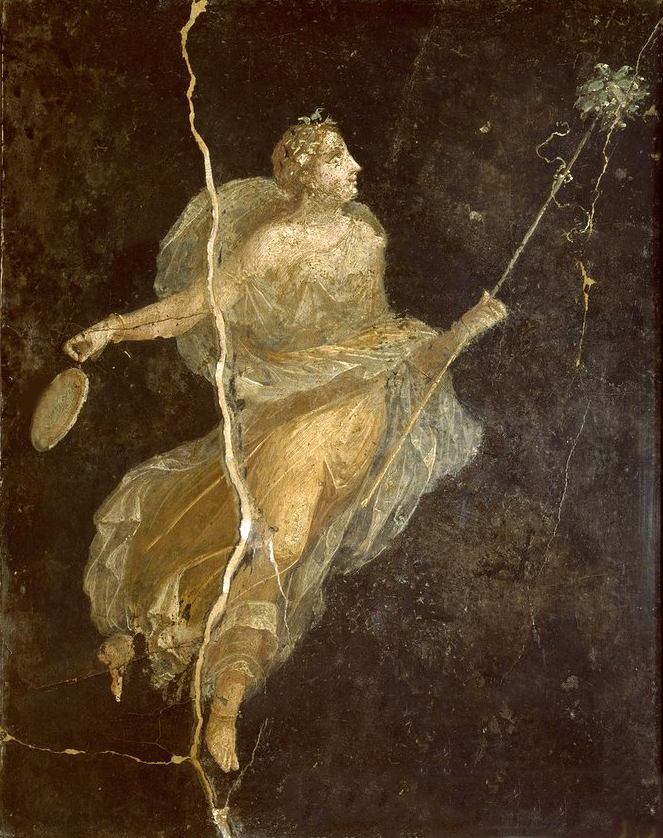
Menade danzante, in abito di seta. Affresco del I secolo dalla Casa del Naviglio a Pompei, oggi al Museo archeologico nazionale di Napoli.

Si narra che la nascita della bachicoltura si debba a un'imperatrice, ma probabilmente la lavorazione della seta si conosceva in Cina già diversi millenni prima. Secondo la tradizione, fu Lie Zu (嫘祖), la consorte del mitico Imperatore Giallo (Huangdi, 黄帝), a trasmettere l’arte della lavorazione della seta nel III millennio a.C.
Negli ultimi anni è stata documentata la presenza di fibroina della seta preistorica risalente al 7000 - 6500 a.C. presso il sito neolitico di Jiahu (贾湖, prov. Henan). Le tracce di tessuto serico e di bachicoltura sono state individuate anche più a sud, a Qianshanyang (钱山漾), nel Zhejiang (浙江), seppur riferibili alla tarda cultura neolitica di Liangzhu (良渚), del 3200-2200 a.C. I più consistenti ritrovamenti di sete antiche risalgono almeno al periodo storico degli Stati Combattenti, soprattutto lungo il corso del Fiume Azzurro, nell’attuale Cina sud-orientale, dove fiorì il raffinato Stato di Chu (湖北, prov. Hubei) e Hunan (湖南), che raggiunse l’apice tra il V e il III secolo a.C.
La grande abilità tecnica, qualità, eleganza e il vigore espressivo del prodotto che denotano la prosperità del regno di Chu lasciarono una grande eredità nella solenne tradizione artistica e culturale della dinastia imperiale Han (206 a.C.-221 d-C). Le vesti di seta, in precedenza riservate agli imperatori, entrarono nel guardaroba della classe sociale più ricca, diventando un bene di lusso ambito che si estese ad altre aree, raggiunte dai mercanti cinesi, dove fu apprezzato per la leggerezza e bellezza. La crescente domanda di prodotti in seta rese questa fibra una materia prima delle più importanti per il commercio internazionale e portò all'industrializzazione della sua produzione.

#### Segretezza e monopolio
Gli imperatori cinesi cercarono di mantenere segreta la conoscenza della sericoltura; tuttavia gli allevatori cinesi iniziarono a spostarsi in Giappone, Corea e India. In Europa, sebbene l'Impero romano conoscesse e apprezzasse la seta, la sericoltura ebbe inizio solo intorno al 550, attraverso l'Impero bizantino; due monaci agli ordini dell'imperatore Giustiniano furono i primi a portare a Costantinopoli delle uova di baco da seta nascoste nel cavo di alcune canne.

### XII secolo

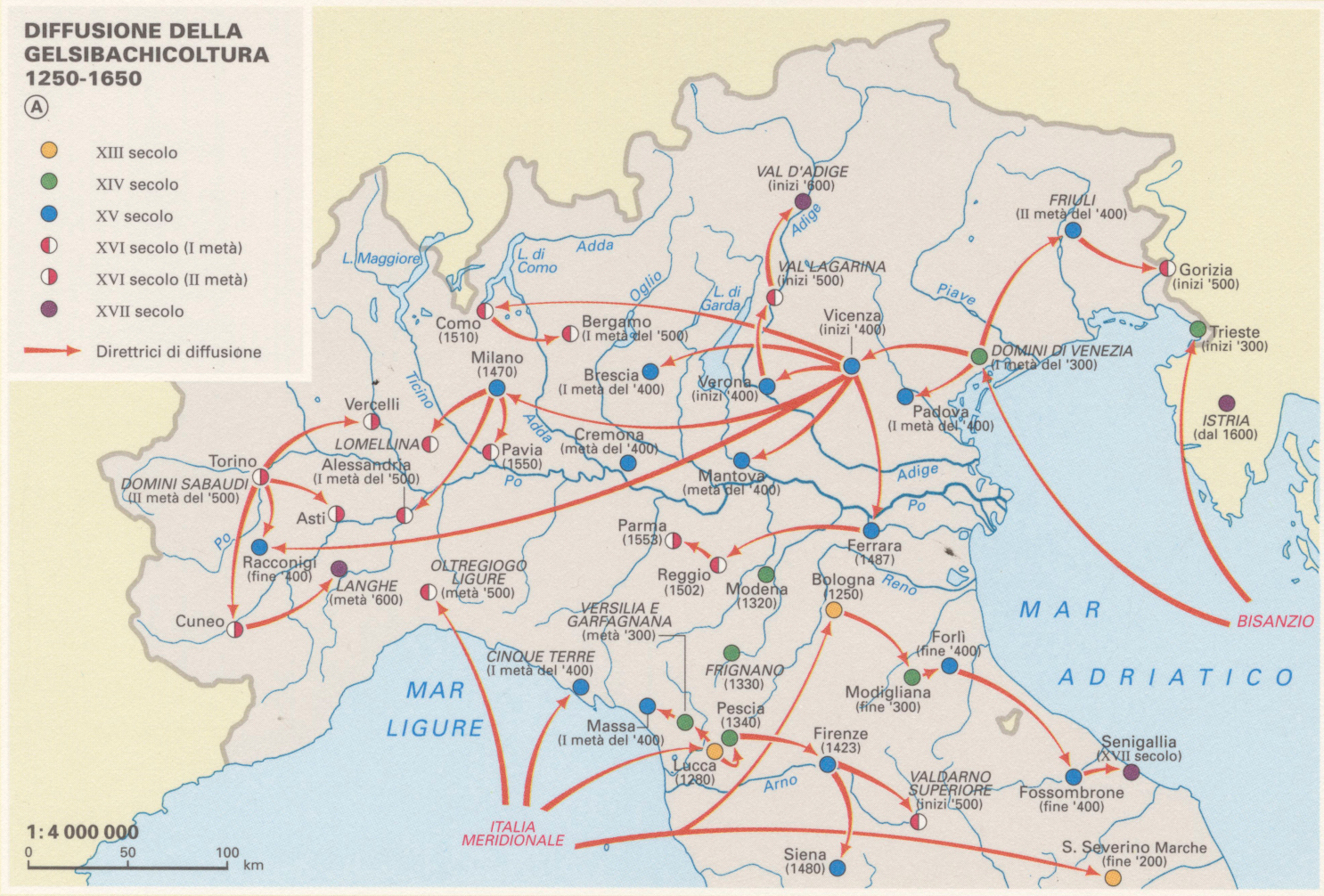
Gelsibachicoltura nel Nord Italia dal 1250 al 1650

Dal XII secolo l'Italia fu la maggior produttrice europea di seta. Erano particolarmente rinomate le città di Palermo e Catanzaro, che subivano maggiormente gli influssi provenienti da Oriente: Palermo era stata una capitale islamica, mentre la Calabria faceva ancora parte dell'Impero Bizantino.
Secondo André Guillou, i gelsi per la produzione di seta grezza furono introdotti nell'Italia meridionale dai bizantini già alla fine del IX secolo. Intorno al 1050 la Calabria contava 24.000 gelsi coltivati per le foglie, e il loro numero tendeva ad espandersi.
La Camera del Tesoro imperiale di Vienna conserva un manto di seta, appartenuto a re Ruggero II di Sicilia, su cui è ricamata un'iscrizione in lingua araba attestante che il tessuto era stato prodotto nella fabbrica reale di Palermo nel 1133-34. Questo laboratorio si trovava nel palazzo e, oltre agli operai della seta, vi lavoravano orefici e gioiellieri.
Dalla Calabria e dalla Sicilia la coltivazione del baco e la lavorazione della seta si diffuse prima nel resto d'Italia, quindi in Europa. Il primato italiano venne conteso nel XVII secolo dalla zona di Lione in Francia, nella quale giunsero molti artigiani provenienti da Catanzaro. Il primo prototipo del famoso telaio Jacquard fu realizzato, infatti, già nella seconda metà del Quattrocento da un tessitore catanzarese noto a Lione come Jean Le Calabrais - Giovanni il calabrese.
L'allevamento dei bachi fu un importante fonte di reddito di supporto all'economia agricola, e la produzione e commercio di tessuti, assieme a quella della lana, fu un'industria molto redditizia che diede ricchezza e potere alle rispettive corporazioni, come a Firenze dove tra le altre sette venne riconosciuta l'Arte della Seta.

### XIII secolo

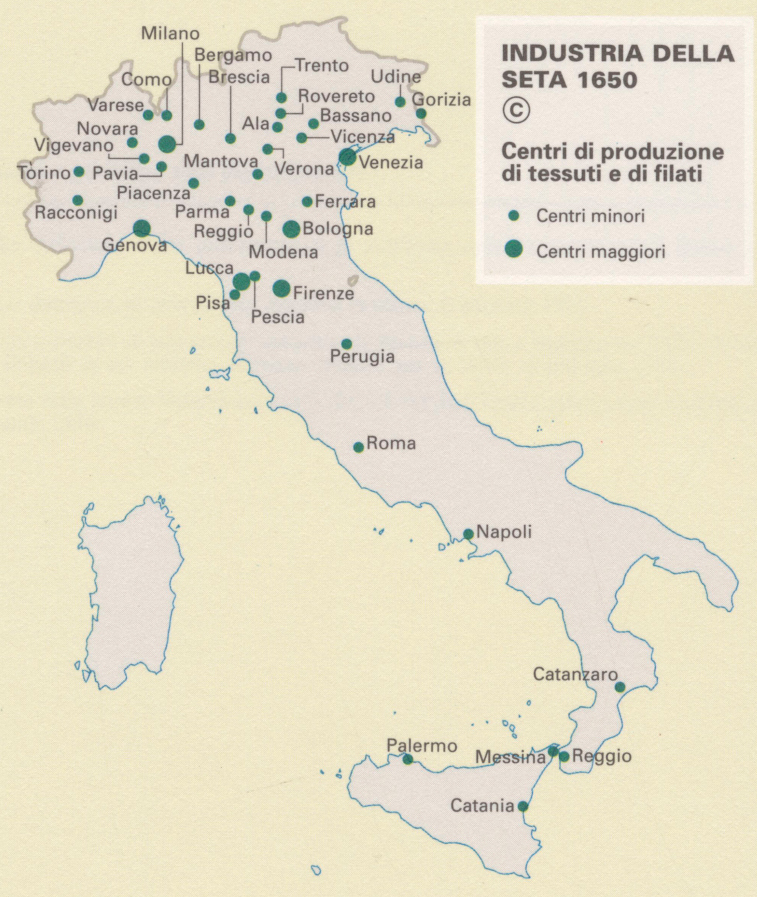
L'industria serica italiana attorno alla metà del XVII secolo

Industrie dei filati serici fiorirono a Lucca ed in seguito (alla fine del XIII secolo) a Bologna: il "mulino alla bolognese" viene così descritto in una cronaca del 1621:
Il mulino migliorava le macchine utilizzate a Lucca mediante una ruota idraulica ed un incannatoio meccanico e permetteva di ottenere filati più uniformi e resistenti rispetto a quelli prodotti a mano o con altri mezzi meccanici. Secondo numerosi storici della rivoluzione industriale, il mulino da seta alla bolognese, forte di innovazioni tecniche e dell'energia meccanica dei canali di Bologna, rappresenta un importante modello di sistema protoindustriale che permise alla città di commercializzare filati in tutta Europa attraverso il canale Navile.

### XIX secolo
Con Cina e Giappone l'Italia è ai vertici della produzione mondiale di seta greggia.

### XX secolo

#### Il declino italiano
Nel 1900 i maggiori esponenti dell'industria serica italiana furono le famiglie Gavazzi e Ferrario (Angelo Ferrario fu presidente nazionale ed internazionale dell'industria serica dal 1913 al 1929), nonché la ditta Schmid. La Schmid aveva sede a Milano e stabilimenti a Cavenago di Brianza (MB) e a Cassolnovo (PV). A Cavenago fu prodotta tutta la stoffa usata per ricoprire i palchi e le pareti del teatro alla Scala di Milano dopo i bombardamenti subiti nella seconda guerra mondiale. Sempre a Cavenago venne confezionata la stoffa usata per il manto della Regina d'Italia, Elena del Montenegro.
La produzione di bozzoli in Italia comincia a declinare nel periodo tra le due guerre mondiali fino a scomparire dopo l'ultima, a causa di due fattori: la produzione di fibre sintetiche e il cambiamento dell'organizzazione agricola. Con l'inurbamento e l'industrializzazione la concorrenza estera divenne insostenibile. Continuarono a produrre, grazie alle tecnologie avanzate e all'alta qualità dei prodotti destinati alla moda e all'arredamento, le tessiture e stamperie del centro-nord, che lavoravano seta cinese. Ora che i paesi asiatici si stanno massicciamente industrializzando e il loro livello tecnologico e qualitativo si adegua alle esigenze occidentali, la loro concorrenza è diventata insostenibile: molti produttori italiani si limitano a commercializzare coi loro marchi prodotti interamente realizzati all'estero.

## Caratteristiche

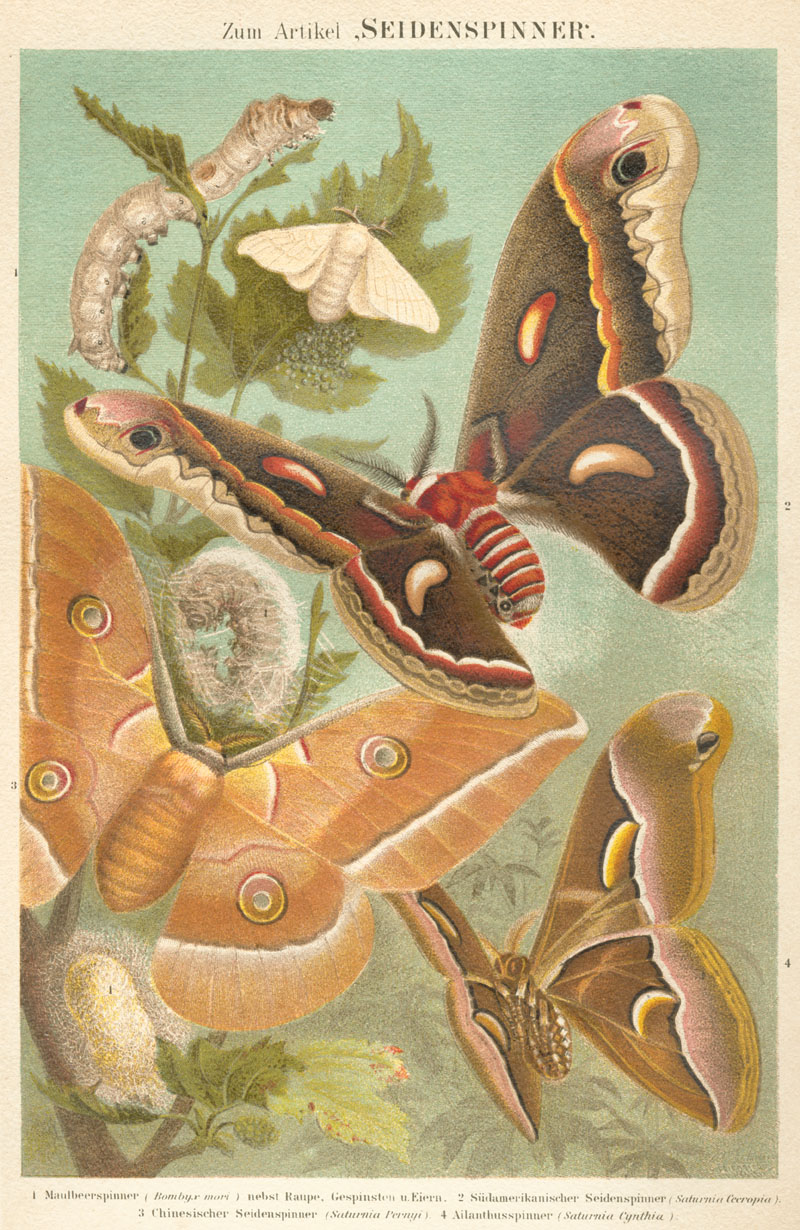
Quattro tra le più importanti falene della seta. Dall'alto verso il basso:
Bombyx mori, Hyalophora cecropia, Antheraea pernyi, Samia cynthia.
Meyers Konversations-Lexikon (1885–1892)

Il baco da seta emette un filamento, di lunghezza variabile tra 350 metri a circa 1 chilometro, con il quale forma il bozzolo che gli serve da protezione durante la metamorfosi.
Il filamento è formato da due bavelle di fibroina (presente per circa il 72% in peso) avvolte nella sericina (22% circa); il resto sono sali minerali. Al microscopio la fibra ha un aspetto regolare, molto simile a quello di fibre sintetiche.
Nella lavorazione della seta la sericina viene eliminata durante un processo chiamato "sgommatura". Può essere rimossa trattando il filo di seta grezza (seta cruda) con acqua calda; questo trattamento migliora la lucentezza, la flessibilità e la "mano" della fibra.
A seconda della quantità di sericina eliminata, possiamo avere:
- la seta sgommata o cotta, quando la sericina è stata rimossa del tutto;
- la seta raddolcita o "souplé", nella quale la sericina è stata tolta solo in parte.

Nel caso della seta cotta si può fare un trattamento di carica che serve a migliorare la qualità e la resistenza della fibra compromessa con il processo di sgommatura.
Una caratteristica particolare di questa fibra è la lunghezza del filamento: può arrivare facilmente ai 700-800 metri. Questo rende la seta la fibra animale più lunga.
Da 100 kg di bozzoli si ricavano 20/25 kg di seta cruda e 15 kg di cascame.

## Prodotti serici

### Filati
Per produrre un filo di seta cruda occorrono 4-8 bozzoli. I filati che si ottengono sono:
- Organzino: è formato da un filo ritorto in un senso accoppiato e ritorto con un altro filo nel senso opposto (4 giri al centimetro), usato per l'ordito.
- Crêpe: è simile all'organzino, ma più fittamente ritorto (da 16 a 32 giri al centimetro), per tessuti crêpe, cioè increspati.
- Ritorto per trama: è composto da uno o più fili e ritorto in un solo senso (da 8 a 16 giri al centimetro).
- Ritorto singolo: ritorto in un solo senso con un numero di torsioni variabili a seconda della qualità, per tessuti lisci e sottili.
- Bourette: ottenuto dai cascami, la peluria della parte esterna o interna del bozzolo filata dopo cardatura; filato grosso e irregolare senza le caratteristiche di finezza e lucentezza della bava.
- Tussah: si ricava dalla dipanatura dei bozzoli prodotti da bruchi che vivono allo stato selvatico.
- Doppione: bava di seta doppia, prodotta da due bachi che formano il bozzolo insieme, rarissima; è il materiale che originalmente componeva lo shantung.
- Shappe: si produce con i bozzoli danneggiati (dove non è possibile avere la bava continua) e cascami di lavorazione.
- Filaticcio: filo di seta che si ricava dai bozzoli sfarfallati, cioè bucati dall'uscita della farfalla.

### Tessuti
- Cady
- Taffetà
- Mikado
- Georgette
- Chiffon
- Organza
- Raso
- Lampasso
- Broccatello
- Velluto
- Damasco (tessuto)
- Broccato
- Crêpe
- Shantung
- Crêpe de Chine
- Filaticcio o traliccio lucchese
- Ermisino o ermesino
- Parachute

## Etichettatura tessile
Nell'etichettatura tessile italiana ha la sigla SE.

## Impieghi
La seta viene impiegata soprattutto per produrre tessuti pregiati nei seguenti campi:
- arredamento: tende e tappezzerie;
- abbigliamento: cravatte, camicie, foulard e biancheria intima;
- arredo sacro e liturgico.

Le sue caratteristiche di morbidezza, brillantezza e piacevolezza al tatto fanno sì che la seta resista alla concorrenza delle fibre sintetiche (rayon). Viene mischiata con lana e altre fibre sintetiche per migliorarne la qualità.